# Prostitution bakom slöjan
Prostitution bakom slöjan (originaltitel Prostitution bag sløret) är en dansk-svensk dokumentärfilm från 2004 i regi av Nahid Persson.
Filmen skildrar två prostituerade kvinnor i Iran och producerades av Jakob Høgel. Den spelades in med Persson som fotograf och premiärvisades 18 november 2004 i Danmark. Den hade Sverigepremiär 3 februari 2005. Filmen belyser företeelsen mut'ah, så kallade "njutningsäktenskap", vilket är ett sätt att religiöst sanktionera tillfälliga sexuella förbindelser inom islam, som i övrigt har en mycket avvisande inställning till sådant.
Prostitution bakom slöjan belönades med flera priser 2005: Golden Dragon vid en festival i Kraków, AFJ Documentary Award vid en festival i Créteil och en Golden Nymph vid en festival i Monte Carlo. 2006 mottog den en Guldbagge för bästa dokumentärfilm.

## Utmärkelser
- The Olivier Masson Award, Sunny Side Of The Doc, 2004
- Prix AFJ (Association des Femmes Journalists), International Women's Film Festival, Créteil, Frankrike 2005
- Publikpriset, International Women's Film Festival, Créteil, Frankrike 2005
- Grand Prix - Golden Dragon, Cracow Film Festival, Poland, 2005
- International Premier Award, One World Media Awards , England, 2005
- Amuletten i Uppsala, 2005
- The Golden Nymph - 45e Festival de Television de Monte Carlo, 2005
- Curtas Vila do Conde, Audience Award, Portugal, 2005
- The Bo Widerberg Price, Sweden, 2005
- The Melbourne International Film Festival, Award for Best Documentary Short Film.